# Église de Joutsa
L'église de Joutsa (en finnois : Joutsan kirkko) est une église située à Joutsa en Finlande.

## Description

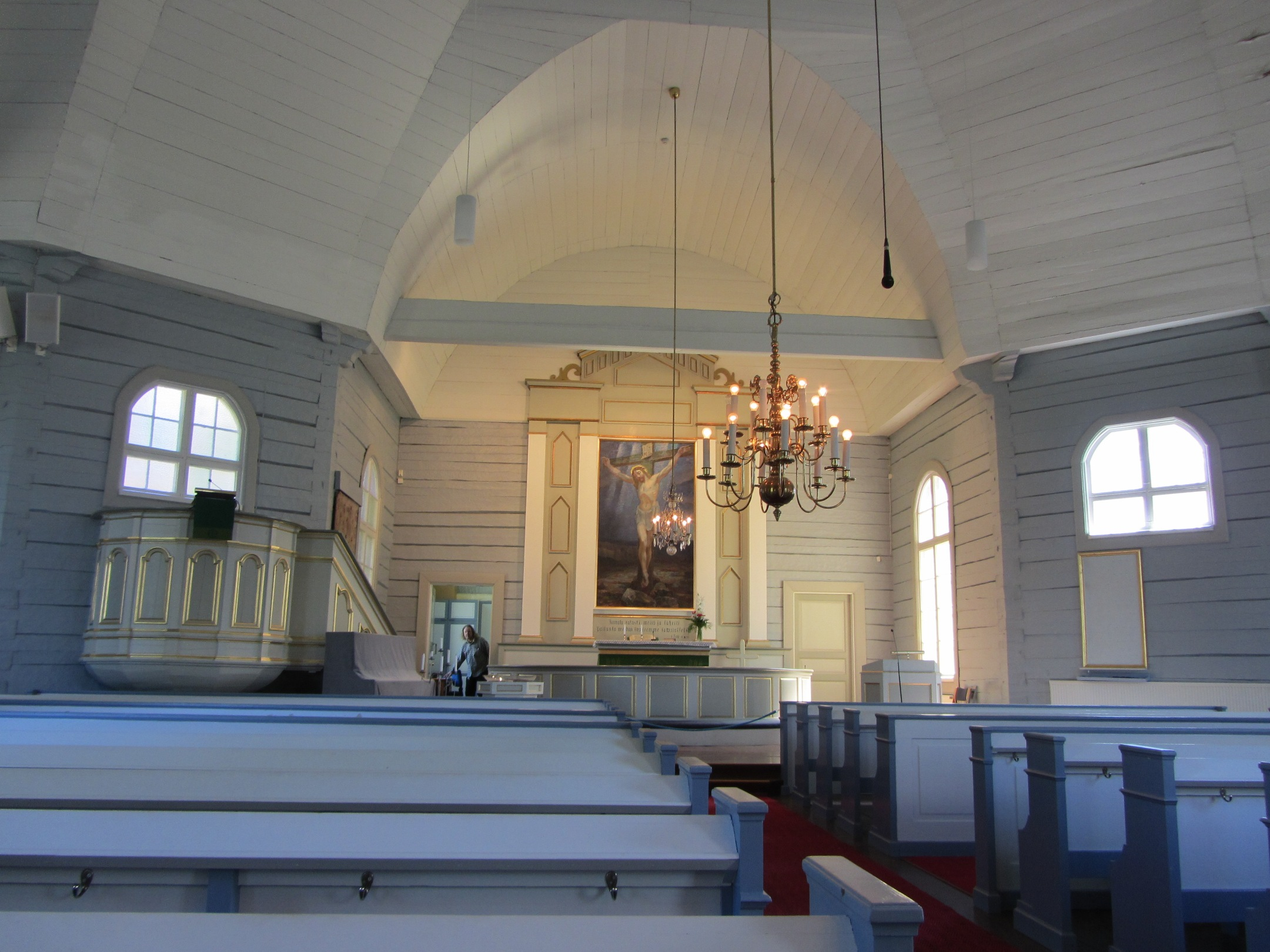
L'intérieur de l'église de Joutsa.

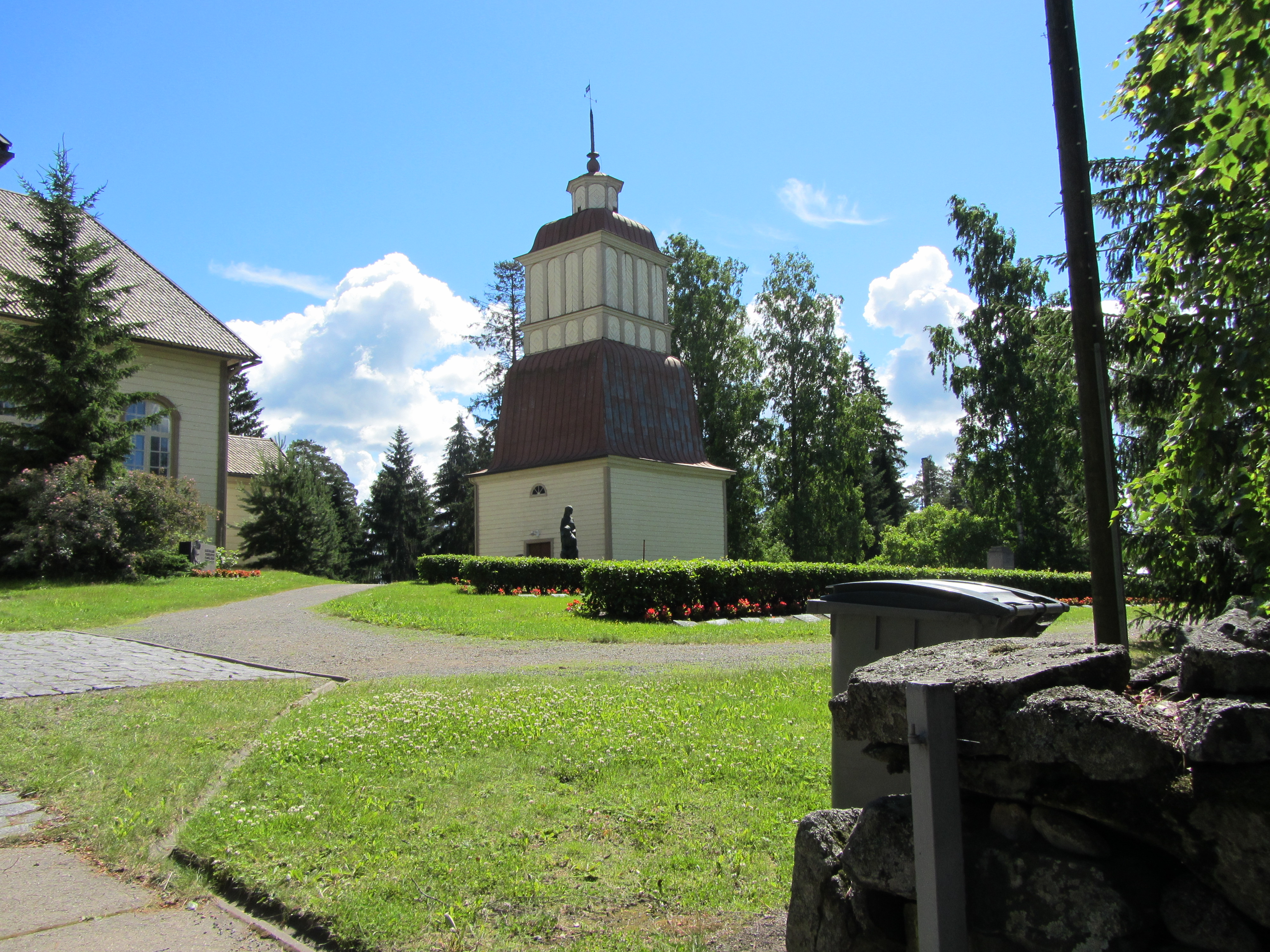
La tour du clocher.

C'est la première église de Joutsa qui est un village autonome depuis 1860. 
Joutsa attend des plans pour son église dès 1793, mais la recherche prend du temps.
Les travaux de construction débutent en 1811 à partir des plans de l'église de Kiikka. 
L'église est construite par  Heikki Juhonpoika Salo de Ruovesi. 
Salo a une longue expérience de construction d'églises comme aide du bâtisseur d'églises Mats Åkergren.
L'église est terminée en 1813.
L'édifice est couvert d'un attique dodécagonal sur lequel est posée une lanterne octogonale.
Les murs laissent apparaître les rondins et l'intérieur de l'église est sans fioriture.
Le chœur est couvert d'une haute coupole.
Le clocher séparé est bâti en 1820 par Eerik Jaakonpoika Leppänen.
En 1879, la tribune de l'orgue est rénovée et l'église acquiert un orgue à 9 jeux.
L'orgue est rénové à nouveau en 2003.
En 1938, Ilmari Launis conçoit les modifications de l'architecture intérieure de l'église.
On installe un chauffage central et un éclairage électrique, on retire les balustrades latérales et on construit un second escalier pour la tribune d'orgue qui est modifiée pour accueillir le nouvel orgue à 22 jeux fourni par la fabrique d'orgues de Kangasala. 
La décoration intérieure est due à Urho Lehtinen.
La chaire est d'origine. Elle devait être remplacée durant les travaux de 1938, mais la Direction des bâtiments de Finlande et le Museovirasto interdisent le remplacement et la chaire est restée en place.
Le retable d'origine est rangé dans le musée qui occupe le sous-sol du clocher séparé.
Le nouveau retable peint par Santeri Salokivi représente le Christ en croix.